# Ratamosa
Ratamosa és una concentració de població designada pel cens dels Estats Units a l'estat de Texas. Segons el cens del 2000 tenia 218 habitants.

## Demografia
Segons el cens del 2000, Ratamosa tenia 218 habitants, 71 habitatges, i 56 famílies. La densitat de població era de 41,9 habitants/km².
Dels 71 habitatges en un 31% hi vivien nens de menys de 18 anys, en un 62% hi vivien parelles casades, en un 9,9% dones solteres, i en un 21,1% no eren unitats familiars. En el 15,5% dels habitatges hi vivien persones soles el 5,6% de les quals corresponia a persones de 65 anys o més que vivien soles. El nombre mitjà de persones vivint en cada habitatge era de 3,07 i el nombre mitjà de persones que vivien en cada família era de 3,46.
Per edats la població es repartia de la següent manera: un 26,6% tenia menys de 18 anys, un 8,7% entre 18 i 24, un 25,2% entre 25 i 44, un 26,6% de 45 a 60 i un 12,8% 65 anys o més.
L'edat mediana era de 37 anys. Per cada 100 dones de 18 o més anys hi havia 95,1 homes.
La renda mediana per habitatge era de 85.000 $ i la renda mediana per família de 85.000 $. Els homes tenien una renda mediana de 51.667 $ mentre que les dones 8.250 $. La renda per capita de la població era de 22.302 $. Aproximadament el 21,7% de les famílies i el 25,6% de la població estaven per davall del llindar de pobresa.

## Poblacions properes
El següent diagrama mostra les poblacions més properes.